# O-2 (航空機)
O-2 スカイマスター
O-2A スカイマスター
- 用途：観測機、COIN機
- 製造者：セスナ
- 運用者：アメリカ空軍/イラン空軍/タイ海軍
- 生産数：544機
- 運用開始：1967年
- 運用状況：退役（アメリカ空軍）

O-2は、セスナ社が開発した双発の軽多目的機セスナ 337 スーパー・スカイマスターの軍用モデル。1966年にアメリカ空軍が観測機・COIN機として採用した。愛称は民間向けと同じくスカイマスター。

## 設計と開発
本機は、セスナ 337の改造型を採用したものである。民間機として開発が進められたのは1950年代で、プッシュプルと呼ばれる、プロペラが機体の前後に存在する独特の推進方式を採用した。そのエンジン配置からキャビン容積に制約こそあるものの、双発で生存性が高く、視界も比較的広い事から観測機として採用された。
O-2A独自の装備としては、主翼下の4基のパイロンにロケット弾ポッドやガンポッドが装着でき、軍用無線機および装甲が追加された。COIN機としても利用できるものの、兵装搭載量は多くない。また、右側の観測員席には下方観測用の窓が開けられた。また、セスナ 337は後部の脚が固定式であるのに対し、O-2Aの後部の脚は機体に格納することが可能。
O-2Bは、宣伝リーフレットの散布や降伏を勧告する放送など心理戦に使用する機体として発注されたため、セスナ 337にスピーカーやリーフレット撒布装置を装備しただけの機体が納入された。
セスナ社における生産のほか、フランスにおいてはFTB337としてライセンス生産が行われた。民間機として用いられたほか、ミリロールと名付けられた軍用型はハイチやモーリタニアなどに輸出された。ただし、フランス軍での配備は行われなかった。

## 戦歴

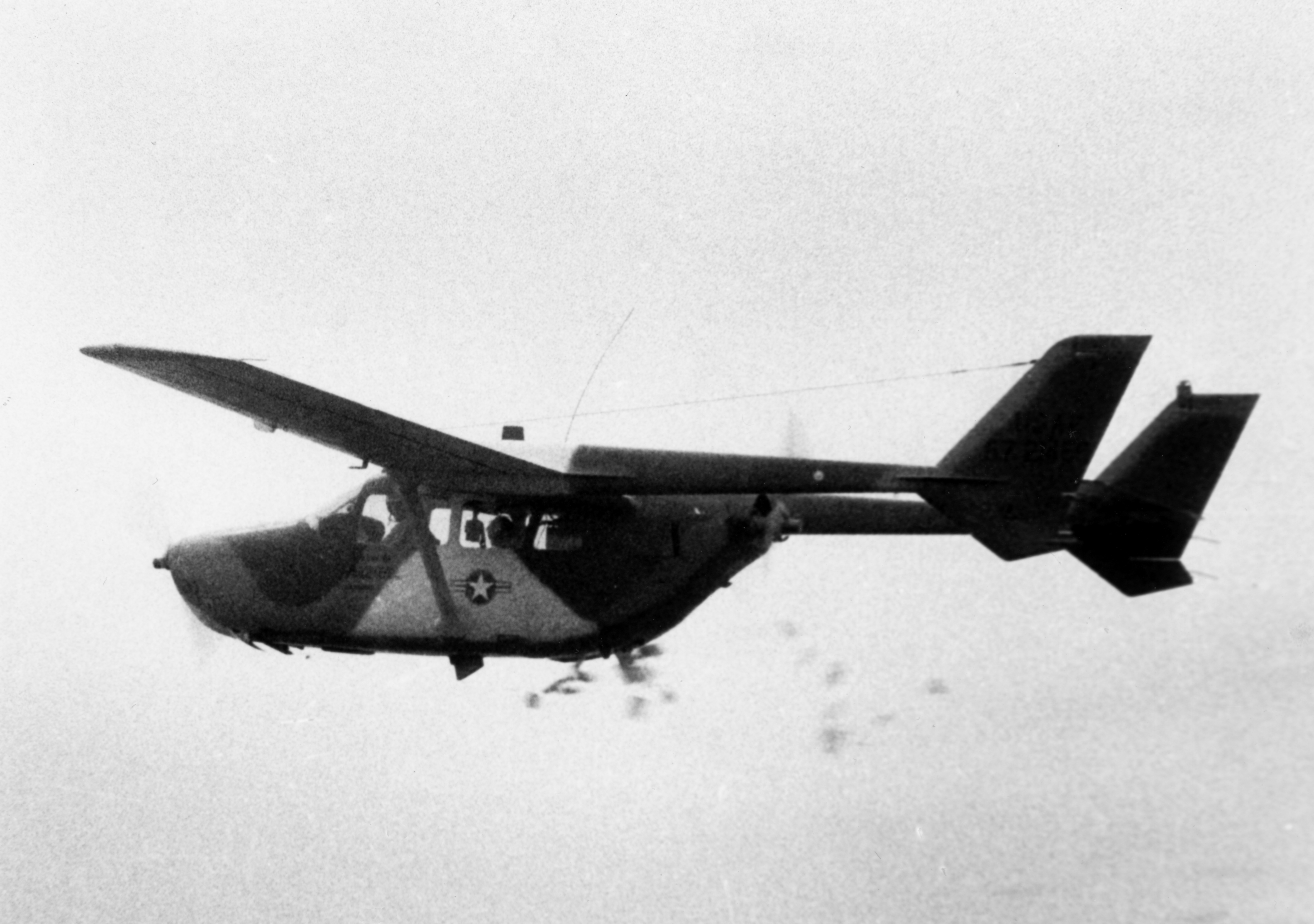
リーフレットを散布するO-2（ベトナム戦争時）

軍用機として採用されたのは1966年で、ベトナム戦争において観測機のO-1A バードドッグの生存性が芳しくないことから、双発であるO-2が採用された（実際には後に採用されたOV-10 ブロンコとともに3機が混合使用された）。ロケット弾などの装備が可能であったが、直接の攻撃任務には用いられず、O-2Aはマーキング用ロケット弾を装備してFACに、O-2Bは心理戦に用いられた。
南ローデシア（現在のジンバブエ）においてはリンクスと称して、ゲリラに対してナパーム弾を投下するなど本格的なCOIN任務に用いられた。ほかの使用国では見られない、機体上部にガンポッドを2基追加装備して火力の強化も行っている。ただし、前述したように兵装搭載量が少なかった上に、南ローデシアが高地という事情もあり、最大限度まで兵装を搭載した場合、エンジンが出力不足に陥る事があった。その状態での飛行は運動性が大きく鈍り、ゲリラの対空兵器の標的とされる上、最悪の場合エンジン停止に至る事もあり、パイロットの評判は良くなかったという。
モーリタニア空軍は、COIN機としてアルゼンチンのIA 58 プカラを導入する予定であったが諸事情から中止となり、フランス製のFTB337を導入した。この機体は、イギリス製のBN-2 ディフェンダー COIN機とともに、西サハラ紛争や国内の騒乱に投入されたとみられる。
イラン向けに、O-2Aが12機製作された。空軍が保有しているものの、戦歴などは詳らかではない。
ポルトガル空軍は武装可能なFTB337を購入したが、植民地戦争には間に合わず、各種支援任務に用いた。2007年まで運用され、その後一部の機体はモザンビークに供与された。
タイ海軍では海洋監視機として用いられており、一般的な哨戒飛行のほか、武装して海賊に対しての実力行使も可能である。同様に、チリ海軍でも沿岸における簡易の海洋監視機として使用されている。
スリランカ空軍はスリランカ内戦が勃発すると、当初は観光用航空機として採用した機体をガンポッドを装備してCOIN機として運用した。その後は海洋監視機として少数機を運用していたが、現在は退役している。
中米諸国では、1970年代-80年代にかけてA-37 ドラゴンフライとともに供与された国がいくつかある。エルサルバドル、ドミニカ共和国などが供与を受けた。また、ハイチも独自にフランス製のFTB337を用いていた。
アメリカ空軍ではすでに退役しているものの、退役後デビスモンサン空軍基地に保管されていた機体が再生作業を経て、ナミビア、ボツワナなどのアフリカ諸国に供給された。
民間型のセスナ 337も、連絡機・観測機・洋上監視機・野生動物の密猟パトロール用などとして各国の空軍や国境警備隊で使用されている。

## 生産機数
- O-2A

501機（+イラン向け12機）。
- O-2B

31機。

## 性能諸元（O-2A）
- 乗員：2名
- 全長：9.07m
- 全幅：11.63m
- 全高：2.84m
- 主翼面積：18.67m2
- 自重：1,292kg
- 最大離陸重量：2,450kg
- エンジン：コンチネンタル IO-360C/D レシプロ（210hp）×2
- 最大速度：320km/h=M0.26
- 巡航速度：232km/h=M0.19
- 航続距離：1,706km
- 上昇限度：5,880m
- 上昇力：360m/min

## 使用国
- ベナン
- ブルキナファソ
- ボツワナ
- 中央アフリカ
- チャド
- チリ
- コートジボワール
- コスタリカ
- エクアドル
- ガボン
- ギニアビサウ
- 赤道ギニア
- ハイチ
- イラン
- ジャマイカ
- 韓国
- リベリア
- マダガスカル
- メキシコ

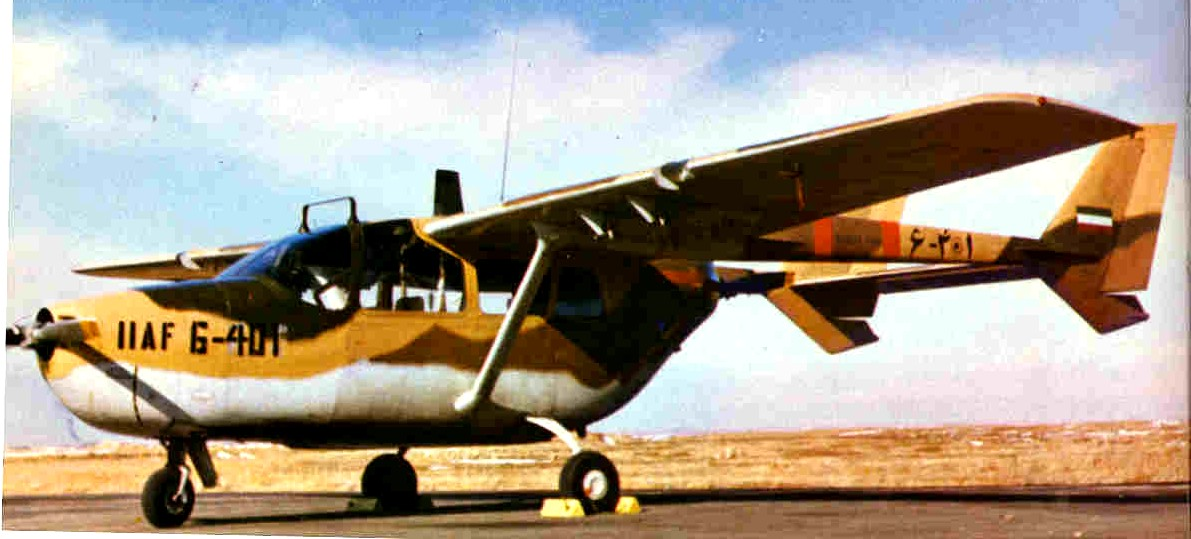
イラン空軍のO-2A（1970年代）

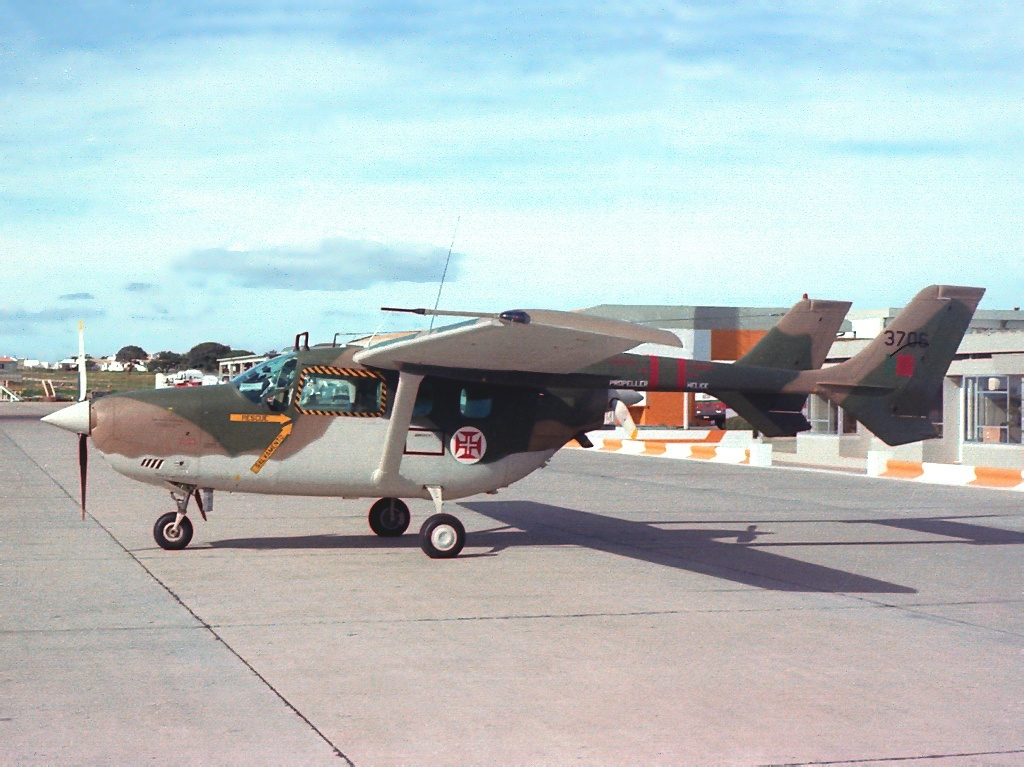
ポルトガル空軍のFTB337

- モーリタニア - 西サハラ紛争でCOIN機として使用。
- ナミビア
- ニジェール
- ペルー
- ポルトガル
- パラグアイ
- ローデシア
- エルサルバドル - 2024年時点で、エルサルバドル空軍が6機のO-2A/Bを保有している[1]。
- ソロモン諸島 - ソロモン諸島政府が使用。
- スリランカ
- タイ
- トーゴ
- ウルグアイ
- アメリカ合衆国
  - 空軍
  - 海軍 - 1980年代に空軍の余剰機体を入手。T-34C ターボメンターに交替するまで、訓練支援に使用した。このうちの1機は前部のエンジンを撤去してレドームを設置したO-2Aペリカンに改造された[2]。
  - 陸軍 - 1990年代に空軍の中古機2機を入手。FAC に関する研究用に使用した。
  - 麻薬取締局
- ジンバブエ - ローデシア空軍の機体を承継。
- このほかにニカラグアの旧コントラ、在米亡命キューバ人組織などが使用。

### 民間用（セスナ337）
- 日本
  - 日本産業航空（現・朝日航空）
    - MBS毎日放送がチャーター

## 登場作品

### 映画
『地獄の黙示録』
アメリカ空軍所属機が登場。第1騎兵師団からの要請を受けてナパーム弾を投下するアメリカ空軍のF-5Aへ、目標の座標を送る。
撮影にはセスナ 337が使用されている。
『バット★21』
主人公の1人かつ前線航空管制官である"バードドッグ"クラーク大尉の乗機として登場。

### テレビ番組
『ミリタリー・モーターズ』
ディスカバリーチャンネルの番組。シーズン3でアントノフ2(An-2)との物々交換で登場。結局、交換ではなく現金で購入した。

### 小説
『征途』
航空自衛隊所属機として架空型「O2BJ」が登場。ヴェトナム戦争に派遣されており、FACを乗せて味方のA1HJスカイレイダー編隊への機上前線航空管制を行う。